# Fotonowa analiza aktywacyjna
Fotonowa analiza aktywacyjna (ang. photon activation analysis - PAA) to technika polegająca na pomiarze charakterystycznego promieniowania emitowanego przez radionuklidy, przy czym wywołanie sztucznej promieniotwórczości następuje w wyniku napromieniowania próbki fotonami.